# Harrach Balázs
Harrah Balázs (Mosonmagyaróvár, 1952. április 5. –) magyar állatorvos, biológus, mikrobiológus, egyetemi tanár, professzor emeritus. A Magyar Tudományos Akadémia Állatorvostudományi Kutatóintézetének tudományos tanácsadója. Az USA-ban a Génbank szaktanácsadója. A Magyar Tudományos Akadémia rendes tagja.
Kutatási területe az adenovírusok molekuláris biológiája és a bioinformatika.

## Életpályája
1975-ben diplomázott az Állatorvostudományi Egyetemen.
1988-ban az állatorvos-tudományok kandidátusa lett. 2000–2008 között a Magyar Tudományos Akadémia Állatorvostudományi Kutatóintézet igazgatója volt. 2002-ben lett a Magyar Tudományos Akadémia doktora. 2002 óta a Magyar Tudományos Akadémia Állatorvos-tudományi Bizottság tagja. 2008 óta a Szent István Egyetem címzetes egyetemi tanára.
2013 óta a Szent István Egyetem Állatorvos-tudományi Doktori Iskola Tanácsának tagja. 2013 óta a Magyar Bioinformatikai Társaság elnökhelyettese. 2016-ban a Magyar Tudományos Akadémia levelező, 2022-ben rendes tagjává választotta.
2020 óta a Nemzetközi Vírustaxonómiai Bizottság (ICTV) Adenoviridae munkacsoportjának vezetője. 2021 óta a Bioinformatikai Osztályközi Tudományos Bizottság alapító tagja. 
1997 óta az Acta Veterinaria Hungarica szerkesztőbizottsági tagja. 1999–2005 között a Magyar Tudományos Akadémia Mezőgazdasági Biotechnológiai Bizottság tagja volt.

## Családja
Szülei Harrach Walter és Kováts Judit voltak. Felesége, Benkő Mária (1952–) állatorvos. Két lánya született.

## Díjai
- Akadémiai Ifjúsági Díj (1976, 1982)
- OMÉK Ezüst Érem (1985)
- Kiváló Újító (aranykoszorús fokozat, 1987)
- Manninger Rezső-emlékérem (2004)
- Akadémiai díj (Benkő Máriával, 2005)
- Aujeszky-emlékérem (2010)